# Bryotestua longicuspis
Bryotestua longicuspis är en bladmossart som beskrevs av Thériot och Potier de la Varde 1937. Bryotestua longicuspis ingår i släktet Bryotestua och familjen Dicranaceae. Inga underarter finns listade i Catalogue of Life.